# Молина де Сегура
Молина де Сегура (шп. Molina de Segura) град је у Шпанији у аутономној заједници Мурсија у покрајини Мурсија. Према процени из 2008. у граду је живело 62.407 становника.

## Становништво
Према процени, у граду је 2008. живело 62.407 становника.
| 1991.  | 2001.  |
| ------ | ------ |
| 37.806 | 46.905 |